# Pintor del jonc

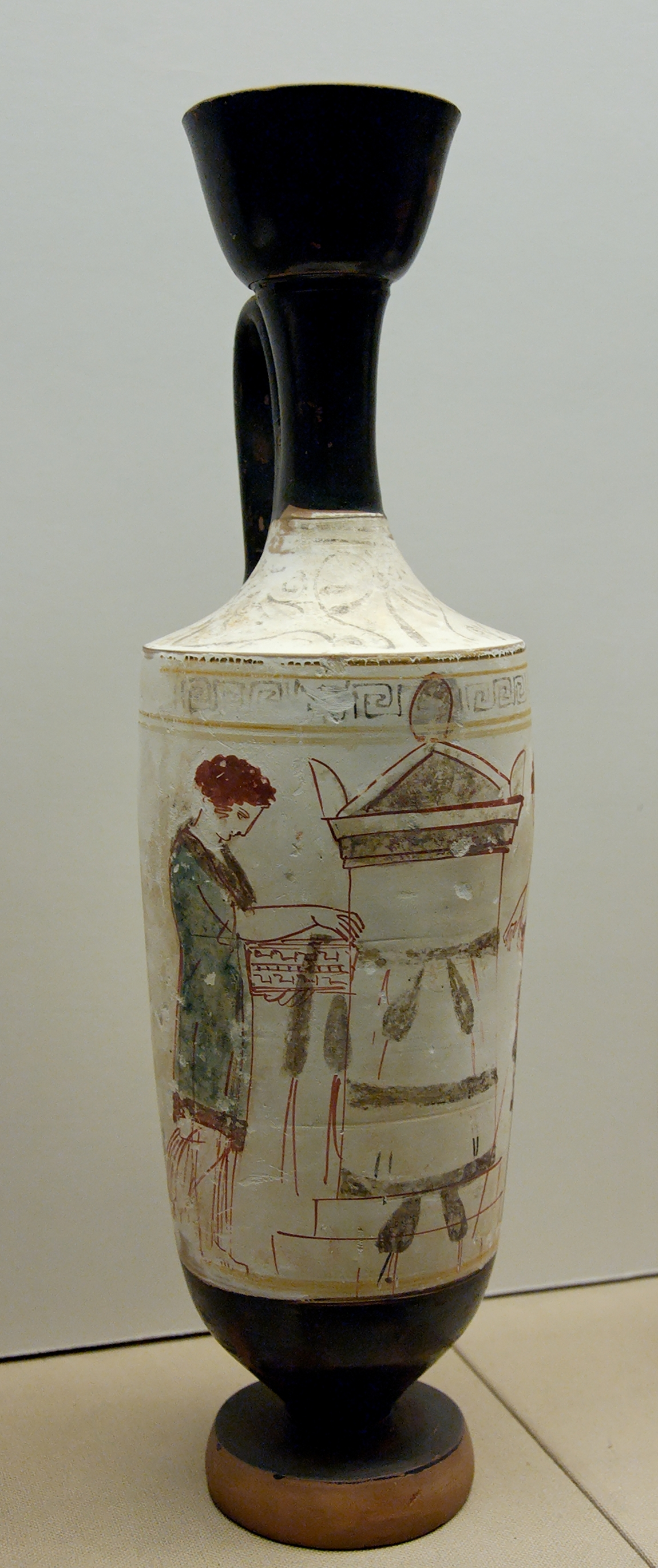
Visita a una tomba en un lècit de fons blanc pel Pintor del jonc

El Pintor del jonc (fl. anys 420-410 abans de la nostra era) fou un pintor grec anònim de gots de lècits de fons blanc, una mena d'atuells per a contenir oli que sovint es deixava com a ofrena a les tombes. Les obres s'atribueixen al Pintor del jonc o al seu taller.
En els atuells del Pintor del jonc són característics els lècits de fons blanc; sovint se centren en persones reals, en contrast amb l'anterior tradició de figures negres que mostrava escenes de figures mítiques del culte dionisíac. El propòsit del lècit es reflecteix en la seua temàtica. El tema més comú d'aquest artista és la visita a una tomba. Les figures, normalment una dona duent ofrenes o un jove recolzat en una llança, tenen una tranquil·la dignitat més que no pas emoció. La tomba, coronada per un frontó, dona una clara evidència dels monuments funeraris en l'Àtica de llavors. L'artista pren el nom del característic ús de joncs en el paisatge, particularment en les representacions de Caront, el barquer dels morts en la mitologia grega.
Un lècit del Pintor del jonc és un dels pocs exemples de figures blanques que representen un genet en una tomba; inusualment, el jove s'asseu en la tomba amb el seu cavall en lloc de muntar-lo. Pot ser un efeb en entrenament per a la cavalleria, perquè duu un mantell negre (clàmide) que era un abillament característic dels efebs atenencs en certes processons i festivals. També porta un casc en forma de pètasos, un barret típic dels viatgers, la versió metàl·lica dels quals apareix en els relleus atenesos. Duu dues llances de caça, i no el kamax, la llarga i prima llança usada per la cavalleria grega.
A començaments del segle xxi, es van descobrir lècits d'aquest artista en un enterrament massiu de víctimes de la pesta d'Atenes. El treball del taller del Pintor del jonc es concentra a l'Àtica, tot i que alguns exemples s'han trobat exportats a Gela i Corint.
El Pintor del jonc treballava amb la tècnica de fons blanc, en què les figures policromes es perfilen en un fons blanc, primer en un esmalt marró diluït i després en un de negre o roig mat més fluid. La pell de les dones es pintava de blanc sobre blanc, amb colors sòlids. Els colors -roig, groc, porpra, blau i verd- s'hi afegien després de la cocció. Els pigments inestables s'han espellofat i sovint deixaven figures en atuells supervivents amb l'aparença de nuesa quan estaven destinades a dur roba.